# Tomoya Takeshita
Tomoya Takeshita (japanisch 武下 智哉 Takeshita Tomoya; * 7. Mai 2002 in Marugame) ist ein japanischer Fußballspieler.

## Karriere
Takeshita erlernte das Fußballspielen in der Jugendmannschaft von Kamatamare Sanuki. Hier unterschrieb er 2019 auch seinen ersten Vertrag. Der Verein aus Takamatsu, einer Stadt in der Präfektur Kagawa, spielt in der dritthöchsten japanischen Liga, der J3 League.